# Château de Miramont (Hautes-Pyrénées)
Le château de Miramont est un édifice situé dans la commune d'Adast dans le département français des Hautes-Pyrénées, en région Occitanie. 
Il est construit de la fin du XVIIe siècle au début du XVIIIe siècle pour Gabrielle Caubotte de Miramont, mère du poète Cyprien Despourrins.

## Histoire
Le château actuel prend place sur une ancienne forteresse plusieurs fois remaniée datant du Xe siècle, construite pour Mansion Loup, premier vicomte du Lavedan. Le château est légué à la famille de Bigorre-Mâtas puis à la famille de Miramont.
C'est Gabrielle Caubotte de Miramont, dernière descendante de la famille qui fait bâtir le château actuel de la fin du XVIIe siècle au début du XVIIIe siècle. Mère du poète Cyprien Despourrins, celui-ci y vécut de 1729 jusqu'à son décès survenu au château en 1759.
Le château passe à la famille Despourrins jusqu'au milieu du XIXe siècle, puis passe par alliances à la famille Abadie-Gaye qui en conserve la propriété jusqu'en 1906, année où Célestin Carrère, fils et héritier de Louise Abadie-Gaye, le vend au chirurgien François Calot qui viendra y prendre sa retraite jusqu'à son décès en 1944.
À la fin des années 1960, les filles du Dr Calot, vendent le domaine au journaliste et animateur de télévision, Jacques Chancel, né Joseph Crampes, natif du village voisin d'Ayzac-Ost.

## Architecture
Le château sur quatre niveaux dont un de combles, se compose d'un avant-corps central surélevé, coiffé de frontons triangulaires percés chacun d'un œil-de-bœuf, duquel partent deux ailes symétriques terminées par deux pavillons aux toitures indépendantes.

## Valorisation du patrimoine
Le château est toujours la propriété de la famille Crampes. Propriété privée, il se visite à l'occasion des journées européennes du patrimoine.
Jacques Chancel y a notamment reçu, à plusieurs reprises, ses amis Nicolas Sarkozy et François Bayrou. Il meurt le 23 décembre 2014 à Paris et est inhumé dans la crypte de la chapelle du château le 8 janvier 2015.